# Stenkumla distrikt
Stenkumla distrikt är ett distrikt i Gotlands kommun och Gotlands län. 
Distriktet ligger på västra delen av Gotland.

## Tidigare administrativ tillhörighet
Distriktet inrättades 2016 och utgörs av socknen Stenkumla.
Området motsvarar den omfattning Stenkumla församling hade vid årsskiftet 1999/2000.